# Premi e riconoscimenti di Cardi B
Cardi B è una rapper statunitense. Ha ricevuto vari riconoscimenti, tra cui un Grammy Award, sei American Music Awards, otto Billboard Music Awards, sei BET Awards, quattordici BET Hip Hop Awards, quattro iHeartRadio Music Awards, due MTV European Music Awards, quattro MTV Video Music Awards, quattro Soul Train Music Awards e un NRJ Music Award.
È stata candidata per la prima volta ai Grammy Awards nella 61ª edizione, dalla quale ha ricavato due nomination per Bodak Yellow nelle categorie Miglior canzone rap e Miglior interpretazione rap solista.

## Cerimonie di premiazione
| Premio                              | Anno | Ricevente                                                             | Categoria                                                         | Risultato       | Note    |
| ----------------------------------- | ---- | --------------------------------------------------------------------- | ----------------------------------------------------------------- | --------------- | ------- |
| American Music Awards               | 2018 | Se stessa                                                             | Nuovo artista dell'anno                                           | Candidato/a     | [ 2 ]   |
| American Music Awards               | 2018 | Se stessa                                                             | Artista preferito – rap/hip hop                                   | Vincitore/trice | [ 2 ]   |
| American Music Awards               | 2018 | Se stessa                                                             | Artista femminile preferita – pop/rock                            | Candidato/a     | [ 2 ]   |
| American Music Awards               | 2018 | Se stessa                                                             | Artista social preferita                                          | Candidato/a     | [ 2 ]   |
| American Music Awards               | 2018 | Finesse (Remix) (Bruno Mars feat. Cardi B)                            | Collaborazione dell'anno                                          | Candidato/a     | [ 2 ]   |
| American Music Awards               | 2018 | Finesse (Remix) (Bruno Mars feat. Cardi B)                            | Canzone preferita – soul/R&B                                      | Vincitore/trice | [ 2 ]   |
| American Music Awards               | 2018 | Bodak Yellow                                                          | Canzone preferita – rap/hip hop                                   | Vincitore/trice | [ 2 ]   |
| American Music Awards               | 2018 | Bodak Yellow                                                          | Video musicale preferito                                          | Candidato/a     | [ 2 ]   |
| American Music Awards               | 2019 | Se stessa                                                             | Artista preferito – rap/hip hop                                   | Vincitore/trice | [ 3 ]   |
| American Music Awards               | 2020 | Se stessa                                                             | Artista femminile preferita – rap/hip hop                         | Candidato/a     | [ 4 ]   |
| American Music Awards               | 2020 | WAP (feat. Megan Thee Stallion)                                       | Canzone preferita – rap/hip hop                                   | Vincitore/trice | [ 4 ]   |
| American Music Awards               | 2020 | WAP (feat. Megan Thee Stallion)                                       | Collaborazione dell'anno                                          | Candidato/a     | [ 4 ]   |
| American Music Awards               | 2021 | Se stessa                                                             | Artista femminile preferita – hip hop                             | Candidato/a     | [ 5 ]   |
| American Music Awards               | 2021 | Up                                                                    | Canzone preferita – hip hop                                       | Vincitore/trice | [ 5 ]   |
| American Music Awards               | 2021 | Up                                                                    | Video musicale preferito                                          | Candidato/a     | [ 5 ]   |
| Apple Music Awards                  | 2018 | I Like It (con Bad Bunny e J Balvin)                                  | Canzone dell'anno                                                 | Vincitore/trice | [ 6 ]   |
| ASCAP Pop Music Awards              | 2018 | Bodak Yellow                                                          | Canzoni vincitrici                                                | Vincitore/trice | [ 7 ]   |
| ASCAP Pop Music Awards              | 2019 | I Like It                                                             | Canzoni vincitrici                                                | Vincitore/trice | [ 8 ]   |
| ASCAP Pop Music Awards              | 2019 | Finesse (Remix)                                                       | Canzoni vincitrici                                                | Vincitore/trice | [ 8 ]   |
| ASCAP Pop Music Awards              | 2019 | Girls like You                                                        | Canzoni vincitrici                                                | Vincitore/trice | [ 8 ]   |
| ASCAP Pop Music Awards              | 2019 | No Limit                                                              | Canzoni vincitrici                                                | Vincitore/trice | [ 8 ]   |
| ASCAP Pop Music Awards              | 2020 | Please Me                                                             | Canzoni vincitrici                                                | Vincitore/trice | [ 9 ]   |
| ASCAP Pop Music Awards              | 2022 | Up                                                                    | Canzoni vincitrici                                                | Vincitore/trice | [ 10 ]  |
| ASCAP Pop Music Awards              | 2023 | Wild Side                                                             | Canzoni vincitrici                                                | Vincitore/trice | [ 11 ]  |
| ASCAP Rhythm & Soul Music Awards    | 2018 | Bodak Yellow                                                          | Canzoni vincitrici                                                | Vincitore/trice | [ 12 ]  |
| ASCAP Rhythm & Soul Music Awards    | 2019 | Se stessa                                                             | Compositrice dell'anno                                            | Vincitore/trice | [ 13 ]  |
| ASCAP Rhythm & Soul Music Awards    | 2019 | Be Careful                                                            | Canzoni vincitrici                                                | Vincitore/trice | [ 13 ]  |
| ASCAP Rhythm & Soul Music Awards    | 2019 | I Like It                                                             | Canzoni vincitrici                                                | Vincitore/trice | [ 13 ]  |
| ASCAP Rhythm & Soul Music Awards    | 2019 | MotorSport                                                            | Canzoni vincitrici                                                | Vincitore/trice | [ 13 ]  |
| ASCAP Rhythm & Soul Music Awards    | 2019 | No Limit                                                              | Canzoni vincitrici                                                | Vincitore/trice | [ 13 ]  |
| ASCAP Rhythm & Soul Music Awards    | 2019 | Bartier Cardi                                                         | Canzoni vincitrici                                                | Vincitore/trice | [ 13 ]  |
| ASCAP Rhythm & Soul Music Awards    | 2019 | Bodak Yellow                                                          | Canzoni vincitrici                                                | Vincitore/trice | [ 13 ]  |
| ASCAP Rhythm & Soul Music Awards    | 2019 | Finesse (Remix)                                                       | Canzoni vincitrici                                                | Vincitore/trice | [ 13 ]  |
| ASCAP Rhythm & Soul Music Awards    | 2019 | Ring                                                                  | Canzoni vincitrici                                                | Vincitore/trice | [ 13 ]  |
| ASCAP Rhythm & Soul Music Awards    | 2020 | Se stessa                                                             | Compositrice dell'anno                                            | Vincitore/trice | [ 14 ]  |
| ASCAP Rhythm & Soul Music Awards    | 2020 | Backin' It Up                                                         | Canzoni vincitrici                                                | Vincitore/trice | [ 14 ]  |
| ASCAP Rhythm & Soul Music Awards    | 2020 | Clout                                                                 | Canzoni vincitrici                                                | Vincitore/trice | [ 14 ]  |
| ASCAP Rhythm & Soul Music Awards    | 2020 | Press                                                                 | Canzoni vincitrici                                                | Vincitore/trice | [ 14 ]  |
| ASCAP Rhythm & Soul Music Awards    | 2020 | Ring                                                                  | Canzoni vincitrici                                                | Vincitore/trice | [ 14 ]  |
| ASCAP Rhythm & Soul Music Awards    | 2020 | Thotiana (Remix)                                                      | Canzoni vincitrici                                                | Vincitore/trice | [ 14 ]  |
| ASCAP Rhythm & Soul Music Awards    | 2020 | Twerk                                                                 | Canzoni vincitrici                                                | Vincitore/trice | [ 14 ]  |
| ASCAP Rhythm & Soul Music Awards    | 2020 | Money                                                                 | Canzoni vincitrici                                                | Vincitore/trice | [ 14 ]  |
| ASCAP Rhythm & Soul Music Awards    | 2020 | Please Me                                                             | Canzoni vincitrici                                                | Vincitore/trice | [ 14 ]  |
| ASCAP Rhythm & Soul Music Awards    | 2021 | WAP                                                                   | Canzoni vincitrici                                                | Vincitore/trice | [ 15 ]  |
| ASCAP Rhythm & Soul Music Awards    | 2022 | Up                                                                    | Canzoni vincitrici                                                | Vincitore/trice | [ 16 ]  |
| ASCAP Rhythm & Soul Music Awards    | 2022 | Wild Side                                                             | Canzoni vincitrici                                                | Vincitore/trice | [ 16 ]  |
| El Premio ASCAP                     | 2019 | I Like It                                                             | Canzone dell'anno                                                 | Vincitore/trice | [ 17 ]  |
| El Premio ASCAP                     | 2019 | I Like It                                                             | Canzoni vincitrici                                                | Vincitore/trice | [ 17 ]  |
| El Premio ASCAP                     | 2019 | La modelo                                                             | Canzoni vincitrici                                                | Vincitore/trice | [ 17 ]  |
| BBC Radio 1's Teen Awards           | 2018 | Se stessa                                                             | Celebrità più divertente                                          | Vincitore/trice | [ 18 ]  |
| BET Awards                          | 2017 | Se stessa                                                             | Miglior nuova artista                                             | Candidato/a     | [ 19 ]  |
| BET Awards                          | 2017 | Se stessa                                                             | Miglior artista femminile hip hop                                 | Candidato/a     | [ 19 ]  |
| BET Awards                          | 2018 | Se stessa                                                             | Miglior artista femminile hip hop                                 | Vincitore/trice | [ 20 ]  |
| BET Awards                          | 2018 | Bartier Cardi (feat. 21 Savage)                                       | Miglior collaborazione                                            | Candidato/a     | [ 20 ]  |
| BET Awards                          | 2018 | Finesse (Remix) (Bruno Mars feat. Cardi B)                            | Miglior collaborazione                                            | Candidato/a     | [ 20 ]  |
| BET Awards                          | 2018 | Finesse (Remix) (Bruno Mars feat. Cardi B)                            | Video dell'anno                                                   | Candidato/a     | [ 20 ]  |
| BET Awards                          | 2018 | Bodak Yellow                                                          | Video dell'anno                                                   | Candidato/a     | [ 20 ]  |
| BET Awards                          | 2018 | Bodak Yellow                                                          | Coca-Cola Viewers' Choice Award                                   | Vincitore/trice | [ 20 ]  |
| BET Awards                          | 2018 | MotorSport (con i Migos e Nicki Minaj)                                | Coca-Cola Viewers' Choice Award                                   | Candidato/a     | [ 20 ]  |
| BET Awards                          | 2019 | Se stessa                                                             | Miglior artista femminile hip hop                                 | Vincitore/trice | [ 21 ]  |
| BET Awards                          | 2019 | Money                                                                 | Video dell'anno                                                   | Candidato/a     | [ 21 ]  |
| BET Awards                          | 2019 | Please Me (con Bruno Mars)                                            | Video dell'anno                                                   | Candidato/a     | [ 21 ]  |
| BET Awards                          | 2019 | Please Me (con Bruno Mars)                                            | Miglior collaborazione                                            | Candidato/a     | [ 21 ]  |
| BET Awards                          | 2019 | I Like It (con Bad Bunny e J Balvin)                                  | Miglior collaborazione                                            | Candidato/a     | [ 21 ]  |
| BET Awards                          | 2019 | I Like It (con Bad Bunny e J Balvin)                                  | Coca-Cola Viewers' Choice Award                                   | Candidato/a     | [ 21 ]  |
| BET Awards                          | 2019 | Invasion of Privacy                                                   | Album dell'anno                                                   | Vincitore/trice | [ 21 ]  |
| BET Awards                          | 2020 | Se stessa                                                             | Miglior artista hip hop femminile                                 | Candidato/a     | [ 22 ]  |
| BET Awards                          | 2021 | WAP (feat. Megan Thee Stallion)                                       | Miglior collaborazione                                            | Vincitore/trice | [ 23 ]  |
| BET Awards                          | 2021 | WAP (feat. Megan Thee Stallion)                                       | Viewers' Choice Award                                             | Candidato/a     | [ 23 ]  |
| BET Awards                          | 2021 | WAP (feat. Megan Thee Stallion)                                       | Video dell'anno                                                   | Vincitore/trice | [ 23 ]  |
| BET Awards                          | 2021 | Up                                                                    | Video dell'anno                                                   | Candidato/a     | [ 23 ]  |
| BET Awards                          | 2021 | Se stessa                                                             | Miglior artista hip hop femminile                                 | Candidato/a     | [ 23 ]  |
| BET Awards                          | 2022 | Se stessa                                                             | Miglior artista hip hop femminile                                 | Candidato/a     | [ 24 ]  |
| BET Awards                          | 2023 | Tomorrow 2 (con GloRilla)                                             | Miglior collaborazione                                            | Candidato/a     | [ 25 ]  |
| BET Awards                          | 2023 | Tomorrow 2 (con GloRilla)                                             | Video dell'anno                                                   | Candidato/a     | [ 25 ]  |
| BET Awards                          | 2023 | Se stessa                                                             | Miglior artista hip hop femminile                                 | Candidato/a     | [ 25 ]  |
| BET Hip Hop Awards                  | 2017 | Se stessa                                                             | Hot Ticket Performer                                              | Candidato/a     | [ 26 ]  |
| BET Hip Hop Awards                  | 2017 | Se stessa                                                             | MVP of the Year                                                   | Candidato/a     | [ 26 ]  |
| BET Hip Hop Awards                  | 2017 | Se stessa                                                             | Miglior nuovo artista hip hop                                     | Vincitore/trice | [ 26 ]  |
| BET Hip Hop Awards                  | 2017 | Se stessa                                                             | Miglior stile                                                     | Vincitore/trice | [ 26 ]  |
| BET Hip Hop Awards                  | 2017 | Se stessa                                                             | Trafficone dell'anno                                              | Vincitore/trice | [ 26 ]  |
| BET Hip Hop Awards                  | 2017 | Bodak Yellow                                                          | Miglior video hip hop                                             | Candidato/a     | [ 26 ]  |
| BET Hip Hop Awards                  | 2017 | Bodak Yellow                                                          | Singolo dell'anno                                                 | Vincitore/trice | [ 26 ]  |
| BET Hip Hop Awards                  | 2017 | Bodak Yellow                                                          | Traccia di impatto                                                | Candidato/a     | [ 26 ]  |
| BET Hip Hop Awards                  | 2017 | Gangsta Bitch Music, Vol. 2                                           | Miglior mixtape                                                   | Vincitore/trice | [ 26 ]  |
| BET Hip Hop Awards                  | 2018 | Se stessa                                                             | Hot Ticket Perfromer                                              | Candidato/a     | [ 27 ]  |
| BET Hip Hop Awards                  | 2018 | Se stessa                                                             | MVP of the Year                                                   | Vincitore/trice | [ 27 ]  |
| BET Hip Hop Awards                  | 2018 | Se stessa                                                             | Miglior stile                                                     | Vincitore/trice | [ 27 ]  |
| BET Hip Hop Awards                  | 2018 | Se stessa                                                             | Trafficone dell'anno                                              | Vincitore/trice | [ 27 ]  |
| BET Hip Hop Awards                  | 2018 | Invasion of Privacy                                                   | Album dell'anno                                                   | Candidato/a     | [ 27 ]  |
| BET Hip Hop Awards                  | 2018 | I Like It (con Bad Bunny e J Balvin)                                  | Miglior video hip hop                                             | Candidato/a     | [ 27 ]  |
| BET Hip Hop Awards                  | 2018 | I Like It (con Bad Bunny e J Balvin)                                  | Singolo dell'anno                                                 | Candidato/a     | [ 27 ]  |
| BET Hip Hop Awards                  | 2018 | I Like It (con Bad Bunny e J Balvin)                                  | Miglior collaborazione, duo o gruppo                              | Candidato/a     | [ 27 ]  |
| BET Hip Hop Awards                  | 2018 | MotorSport                                                            | Sweet 16: Miglior strofa in un featuring                          | Vincitore/trice | [ 27 ]  |
| BET Hip Hop Awards                  | 2019 | Se stessa                                                             | Hot Ticket Perfromer                                              | Candidato/a     | [ 28 ]  |
| BET Hip Hop Awards                  | 2019 | Se stessa                                                             | MVP of the Year                                                   | Candidato/a     | [ 28 ]  |
| BET Hip Hop Awards                  | 2019 | Se stessa                                                             | Miglior stile                                                     | Vincitore/trice | [ 28 ]  |
| BET Hip Hop Awards                  | 2019 | Se stessa                                                             | Trafficone dell'anno                                              | Candidato/a     | [ 28 ]  |
| BET Hip Hop Awards                  | 2019 | Money                                                                 | Singolo dell'anno                                                 | Candidato/a     | [ 28 ]  |
| BET Hip Hop Awards                  | 2019 | Money                                                                 | Miglior video hip hop                                             | Vincitore/trice | [ 28 ]  |
| BET Hip Hop Awards                  | 2019 | Twerk (City Girls feat. Cardi B)                                      | Miglior video hip hop                                             | Candidato/a     | [ 28 ]  |
| BET Hip Hop Awards                  | 2019 | Twerk                                                                 | Sweet 16: Miglior strofa in un featuring                          | Candidato/a     | [ 28 ]  |
| BET Hip Hop Awards                  | 2019 | Clout                                                                 | Sweet 16: Miglior strofa in un featuring                          | Candidato/a     | [ 28 ]  |
| BET Hip Hop Awards                  | 2019 | Please Me (con Bruno Mars)                                            | Miglior collaborazione, duo o gruppo                              | Candidato/a     | [ 28 ]  |
| BET Hip Hop Awards                  | 2020 | Se stessa                                                             | Trafficone dell'anno                                              | Candidato/a     | [ 29 ]  |
| BET Hip Hop Awards                  | 2020 | Writing on the Wall                                                   | Sweet 16: Miglior strofa in un featuring                          | Candidato/a     | [ 29 ]  |
| BET Hip Hop Awards                  | 2021 | Up                                                                    | Canzone dell'anno                                                 | Candidato/a     | [ 30 ]  |
| BET Hip Hop Awards                  | 2021 | Up                                                                    | Miglior video hip hop                                             | Candidato/a     | [ 30 ]  |
| BET Hip Hop Awards                  | 2021 | WAP (feat. Megan Thee Stallion)                                       | Canzone dell'anno                                                 | Vincitore/trice | [ 30 ]  |
| BET Hip Hop Awards                  | 2021 | WAP (feat. Megan Thee Stallion)                                       | Miglior video hip hop                                             | Vincitore/trice | [ 30 ]  |
| BET Hip Hop Awards                  | 2021 | WAP (feat. Megan Thee Stallion)                                       | Miglior collaborazione                                            | Vincitore/trice | [ 30 ]  |
| BET Hip Hop Awards                  | 2021 | Se stessa                                                             | Artista hip hop dell'anno                                         | Candidato/a     | [ 30 ]  |
| BET Hip Hop Awards                  | 2021 | Se stessa                                                             | Miglior artista dal vivo                                          | Candidato/a     | [ 30 ]  |
| BET Hip Hop Awards                  | 2021 | Se stessa                                                             | Trafficone dell'anno                                              | Candidato/a     | [ 30 ]  |
| BET Hip Hop Awards                  | 2021 | Thot Shit                                                             | Sweet 16: Miglior strofa in un featuring                          | Candidato/a     | [ 30 ]  |
| BET Hip Hop Awards                  | 2022 | Se stessa                                                             | Artista hip hop dell'anno                                         | Candidato/a     | [ 31 ]  |
| BET Hip Hop Awards                  | 2022 | Se stessa                                                             | Miglior artista dal vivo                                          | Candidato/a     | [ 31 ]  |
| BET Hip Hop Awards                  | 2022 | Se stessa                                                             | Trafficone dell'anno                                              | Candidato/a     | [ 31 ]  |
| BET Hip Hop Awards                  | 2022 | Hot Shit (con Kanye West e Lil Durk)                                  | Canzone dell'anno                                                 | Candidato/a     | [ 31 ]  |
| BET Hip Hop Awards                  | 2022 | Hot Shit (con Kanye West e Lil Durk)                                  | Miglior video hip hop                                             | Candidato/a     | [ 31 ]  |
| BET Hip Hop Awards                  | 2022 | Hot Shit (con Kanye West e Lil Durk)                                  | Miglior collaborazione                                            | Candidato/a     | [ 31 ]  |
| BET Social Awards                   | 2018 | Se stessa e Offset                                                    | Baewatch                                                          | Candidato/a     | [ 32 ]  |
| BET Social Awards                   | 2019 | Se stessa                                                             | Miglior celebrità social                                          | Vincitore/trice | [ 33 ]  |
| Billboard Latin Music Awards        | 2019 | Se stessa                                                             | Artista crossover dell'anno                                       | Vincitore/trice | [ 34 ]  |
| Billboard Latin Music Awards        | 2019 | Taki Taki (DJ Snake feat. Selena Gomez, Ozuna & Cardi B)              | Canzone latina dell'anno                                          | Candidato/a     | [ 34 ]  |
| Billboard Latin Music Awards        | 2019 | Taki Taki (DJ Snake feat. Selena Gomez, Ozuna & Cardi B)              | Canzone latina dell'anno, evento vocale                           | Candidato/a     | [ 34 ]  |
| Billboard Latin Music Awards        | 2019 | Taki Taki (DJ Snake feat. Selena Gomez, Ozuna & Cardi B)              | Canzone digitale dell'anno                                        | Candidato/a     | [ 34 ]  |
| Billboard Live Music Awards         | 2018 | Se stessa                                                             | Artista esordiente                                                | Candidato/a     | [ 35 ]  |
| Billboard Music Awards              | 2018 | Se stessa                                                             | Miglior artista esordiente                                        | Candidato/a     | [ 36 ]  |
| Billboard Music Awards              | 2018 | Se stessa                                                             | Billboard Chart Achievement Award                                 | Candidato/a     | [ 36 ]  |
| Billboard Music Awards              | 2018 | Se stessa                                                             | Miglior artista femminile                                         | Candidato/a     | [ 36 ]  |
| Billboard Music Awards              | 2018 | Se stessa                                                             | Artista più riprodotto nelle canzoni                              | Candidato/a     | [ 36 ]  |
| Billboard Music Awards              | 2018 | Se stessa                                                             | Miglior rapper femminile                                          | Vincitore/trice | [ 36 ]  |
| Billboard Music Awards              | 2018 | Bodak Yellow                                                          | Videoclip più riprodotto                                          | Candidato/a     | [ 36 ]  |
| Billboard Music Awards              | 2018 | Bodak Yellow                                                          | Miglior canzone rap                                               | Candidato/a     | [ 36 ]  |
| Billboard Music Awards              | 2018 | Finesse (Remix) (Bruno Mars feat. Cardi B)                            | Miglior canzone R&B                                               | Candidato/a     | [ 36 ]  |
| Billboard Music Awards              | 2019 | Se stessa                                                             | Miglior artista                                                   | Candidato/a     | [ 37 ]  |
| Billboard Music Awards              | 2019 | Se stessa                                                             | Miglior artista femminile                                         | Candidato/a     | [ 37 ]  |
| Billboard Music Awards              | 2019 | Se stessa                                                             | Artista più riprodotto                                            | Candidato/a     | [ 37 ]  |
| Billboard Music Awards              | 2019 | Se stessa                                                             | Artista più riprodotto in radio (canzoni)                         | Candidato/a     | [ 37 ]  |
| Billboard Music Awards              | 2019 | Se stessa                                                             | Miglior artista nella Billboard Hot 100                           | Candidato/a     | [ 37 ]  |
| Billboard Music Awards              | 2019 | Se stessa                                                             | Miglior artista rap                                               | Candidato/a     | [ 37 ]  |
| Billboard Music Awards              | 2019 | Se stessa                                                             | Miglior rapper femminile                                          | Vincitore/trice | [ 37 ]  |
| Billboard Music Awards              | 2019 | Invasion of Privacy                                                   | Miglior album                                                     | Candidato/a     | [ 37 ]  |
| Billboard Music Awards              | 2019 | Invasion of Privacy                                                   | Miglior album rap                                                 | Candidato/a     | [ 37 ]  |
| Billboard Music Awards              | 2019 | Girls like You (Maroon 5 feat. Cardi B)                               | Miglior canzone                                                   | Vincitore/trice | [ 37 ]  |
| Billboard Music Awards              | 2019 | Girls like You (Maroon 5 feat. Cardi B)                               | Videoclip più riprodotto                                          | Candidato/a     | [ 37 ]  |
| Billboard Music Awards              | 2019 | Girls like You (Maroon 5 feat. Cardi B)                               | Miglior collaborazione                                            | Vincitore/trice | [ 37 ]  |
| Billboard Music Awards              | 2019 | Girls like You (Maroon 5 feat. Cardi B)                               | Miglior canzone radiofonica                                       | Vincitore/trice | [ 37 ]  |
| Billboard Music Awards              | 2019 | Girls like You (Maroon 5 feat. Cardi B)                               | Canzone più venduta digitalmente                                  | Vincitore/trice | [ 37 ]  |
| Billboard Music Awards              | 2019 | I Like It (con Bad Bunny e J Balvin)                                  | Miglior canzone                                                   | Candidato/a     | [ 37 ]  |
| Billboard Music Awards              | 2019 | I Like It (con Bad Bunny e J Balvin)                                  | Canzone più riprodotta                                            | Candidato/a     | [ 37 ]  |
| Billboard Music Awards              | 2019 | I Like It (con Bad Bunny e J Balvin)                                  | Miglior collaborazione                                            | Candidato/a     | [ 37 ]  |
| Billboard Music Awards              | 2019 | I Like It (con Bad Bunny e J Balvin)                                  | Canzone più venduta digitalmente                                  | Candidato/a     | [ 37 ]  |
| Billboard Music Awards              | 2019 | I Like It (con Bad Bunny e J Balvin)                                  | Miglior canzone rap                                               | Vincitore/trice | [ 37 ]  |
| Billboard Music Awards              | 2019 | Taki Taki (DJ Snake feat. Selena Gomez, Ozuna & Cardi B)              | Miglior canzone latina                                            | Candidato/a     | [ 37 ]  |
| Billboard Music Awards              | 2019 | Taki Taki (DJ Snake feat. Selena Gomez, Ozuna & Cardi B)              | Miglior canzone electro/dance                                     | Candidato/a     | [ 37 ]  |
| Billboard Music Awards              | 2020 | Se stessa                                                             | Miglior rapper femminile                                          | Vincitore/trice | [ 38 ]  |
| Billboard Music Awards              | 2021 | Se stessa                                                             | Miglior rapper femminile                                          | Candidato/a     | [ 39 ]  |
| Billboard Music Awards              | 2021 | WAP (feat. Megan Thee Stallion)                                       | Miglior canzone rap                                               | Candidato/a     | [ 39 ]  |
| Billboard Music Awards              | 2021 | WAP (feat. Megan Thee Stallion)                                       | Canzone più venduta digitalmente                                  | Candidato/a     | [ 39 ]  |
| Billboard Music Awards              | 2021 | WAP (feat. Megan Thee Stallion)                                       | Canzone più riprodotta                                            | Candidato/a     | [ 39 ]  |
| Billboard Music Awards              | 2022 | Se stessa                                                             | Miglior rapper femminile                                          | Candidato/a     | [ 40 ]  |
| Billboard Women in Music            | 2020 | Se stessa                                                             | Donna dell'anno                                                   | Vincitore/trice | [ 41 ]  |
| Bravo Otto                          | 2018 | Se stessa                                                             | Hip Hop (oro)                                                     | Vincitore/trice | [ 42 ]  |
| Bravo Otto                          | 2019 | Se stessa                                                             | Hip Hop internazionale (oro)                                      | Vincitore/trice | [ 43 ]  |
| Bravo Otto                          | 2020 | Se stessa                                                             | Hip Hop internazionale (oro)                                      | Vincitore/trice | [ 44 ]  |
| Bravo Otto                          | 2021 | Se stessa                                                             | Cantante internazionale                                           | Candidato/a     | [ 45 ]  |
| Break the Internet Awards           | 2018 | Se stessa                                                             | Scelta di Paper                                                   | Vincitore/trice | [ 46 ]  |
| Break the Internet Awards           | 2018 | «My Momma Said»                                                       | Meme dell'anno                                                    | Vincitore/trice | [ 46 ]  |
| Break the Internet Awards           | 2018 | La risposta di Cardi B sulla discriminazione contro le persone grasse | Risposta dell'anno                                                | Candidato/a     | [ 47 ]  |
| Break the Internet Awards           | 2018 | Invasion of Privacy                                                   | Uscita musicale dell'anno                                         | Candidato/a     | [ 47 ]  |
| BreakTudo Awards                    | 2018 | Se stessa                                                             | Artista femminile internazionale                                  | Candidato/a     | [ 48 ]  |
| BreakTudo Awards                    | 2018 | Girls like You (Maroon 5 feat. Cardi B)                               | Hit dell'anno                                                     | Candidato/a     | [ 48 ]  |
| BreakTudo Awards                    | 2018 | Girls like You (Maroon 5 feat. Cardi B)                               | Collaborazione dell'anno                                          | Candidato/a     | [ 48 ]  |
| BreakTudo Awards                    | 2018 | I Like It (con Bad Bunny e J Balvin)                                  | Video dell'anno                                                   | Candidato/a     | [ 48 ]  |
| BreakTudo Awards                    | 2018 | Invasion of Privacy                                                   | Album dell'anno                                                   | Candidato/a     | [ 48 ]  |
| BreakTudo Awards                    | 2019 | Se stessa                                                             | Artista femminile internazionale                                  | Vincitore/trice | [ 49 ]  |
| BreakTudo Awards                    | 2019 | Taki Taki (DJ Snake feat. Selena Gomez, Ozuna & Cardi B)              | Hit internazionale                                                | Vincitore/trice | [ 49 ]  |
| BreakTudo Awards                    | 2020 | WAP (feat. Megan Thee Stallion)                                       | Videoclip internazionale                                          | Candidato/a     | [ 50 ]  |
| BreakTudo Awards                    | 2021 | Se stessa                                                             | Artista femminile internazionale                                  | Candidato/a     | [ 51 ]  |
| BreakTudo Awards                    | 2021 | Wild Side (Normani feat. Cardi B)                                     | Collaborazione internazionale                                     | Candidato/a     | [ 51 ]  |
| BreakTudo Awards                    | 2021 | Me gusta (Anitta feat. Cardi B & Myke Towers)                         | Hit latina                                                        | Vincitore/trice | [ 51 ]  |
| BRIT Awards                         | 2019 | Se stessa                                                             | Artista solista femminile internazionale                          | Candidato/a     | [ 52 ]  |
| BRIT Awards                         | 2021 | Se stessa                                                             | Artista solista femminile internazionale                          | Candidato/a     | [ 53 ]  |
| Capricho Awards                     | 2020 | Se stessa                                                             | Artista internazionale                                            | Vincitore/trice | [ 54 ]  |
| Capricho Awards                     | 2020 | WAP (feat. Megan Thee Stallion)                                       | Feat dell'anno                                                    | Candidato/a     | [ 54 ]  |
| Capricho Awards                     | 2020 | Me gusta (Anitta feat. Cardi B & Myke Towers)                         | Feat dell'anno                                                    | Vincitore/trice | [ 54 ]  |
| E! People's Choice Awards           | 2018 | Se stessa                                                             | Artista femminile del 2018                                        | Candidato/a     | [ 55 ]  |
| E! People's Choice Awards           | 2018 | I Like It (con Bad Bunny e J Balvin)                                  | Canzone del 2018                                                  | Candidato/a     | [ 55 ]  |
| E! People's Choice Awards           | 2018 | Invasion of Privacy                                                   | Album del 2018                                                    | Candidato/a     | [ 55 ]  |
| E! People's Choice Awards           | 2019 | Se stessa                                                             | Artista femminile del 2019                                        | Candidato/a     | [ 56 ]  |
| E! People's Choice Awards           | 2019 | Se stessa                                                             | Star con stile del 2019                                           | Candidato/a     | [ 56 ]  |
| E! People's Choice Awards           | 2019 | Se stessa                                                             | Celebrità social del 2019                                         | Candidato/a     | [ 56 ]  |
| E! People's Choice Awards           | 2020 | Se stessa                                                             | Artista femminile del 2020                                        | Candidato/a     | [ 57 ]  |
| E! People's Choice Awards           | 2020 | WAP (feat. Megan Thee Stallion)                                       | Canzone del 2020                                                  | Candidato/a     | [ 57 ]  |
| E! People's Choice Awards           | 2020 | WAP (feat. Megan Thee Stallion)                                       | Video musicale del 2020                                           | Candidato/a     | [ 57 ]  |
| E! People's Choice Awards           | 2020 | WAP (feat. Megan Thee Stallion)                                       | Collaborazione del 2020                                           | Vincitore/trice | [ 58 ]  |
| E! People's Choice Awards           | 2021 | Se stessa                                                             | Artista femminile del 2021                                        | Candidato/a     | [ 59 ]  |
| E! People's Choice Awards           | 2021 | Up                                                                    | Canzone del 2021                                                  | Candidato/a     | [ 59 ]  |
| Ebony Power 100 Gala                | 2018 | Se stessa                                                             | Arte e spettacolo                                                 | Vincitore/trice | [ 60 ]  |
| Entertainment Weekly                | 2018 | Se stessa                                                             | Artista dell'anno                                                 | Vincitore/trice | [ 61 ]  |
| FN Achievement Awards               | 2020 | Se stessa                                                             | Influencer con stile dell'anno                                    | Vincitore/trice | [ 62 ]  |
| Fonogram Awards                     | 2020 | Invasion of Privacy                                                   | Album o registrazione internazionale dell'anno – rap/hip hop      | Candidato/a     | [ 63 ]  |
| Fonogram Awards                     | 2023 | Rumors (Lizzo feat. Cardi B)                                          | Album o registrazione internazionale dell'anno – pop/rock moderno | Candidato/a     | [ 64 ]  |
| Gaffa Prisen (Danimarca)            | 2019 | Se stessa                                                             | Solista internazionale dell'anno                                  | Candidato/a     | [ 65 ]  |
| Gaffa Prisen (Danimarca)            | 2019 | Se stessa                                                             | Miglior nuovo artista internazionale dell'anno                    | Vincitore/trice | [ 65 ]  |
| Gaffa Prisen (Danimarca)            | 2019 | Finesse (Remix) (Bruno Mars feat. Cardi B)                            | Hit internazionale dell'anno                                      | Candidato/a     | [ 65 ]  |
| Gaffa Prisen (Danimarca)            | 2021 | WAP (feat. Megan Thee Stallion)                                       | Hit internazionale dell'anno                                      | Candidato/a     | [ 66 ]  |
| Gaffa Prisen (Norvegia)             | 2018 | Se stessa                                                             | Artista solista internazionale dell'anno                          | Candidato/a     | [ 67 ]  |
| Gaffa Prisen (Norvegia)             | 2018 | Invasion of Privacy                                                   | Album internazionale dell'anno                                    | Candidato/a     | [ 67 ]  |
| Gaffa Prisen (Norvegia)             | 2018 | I Like It (con Bad Bunny e J Balvin)                                  | Hit internazionale dell'anno                                      | Candidato/a     | [ 67 ]  |
| Gaffa Prisen (Norvegia)             | 2018 | Girls like You (Maroon 5 feat. Cardi B)                               | Hit internazionale dell'anno                                      | Candidato/a     | [ 67 ]  |
| Gaffa Priset                        | 2019 | Se stessa                                                             | Artista solista straniero dell'anno                               | Candidato/a     | [ 68 ]  |
| Gaffa Priset                        | 2019 | I Like It (con Bad Bunny e J Balvin)                                  | Canzone straniera dell'anno                                       | Candidato/a     | [ 68 ]  |
| Gaffa Priset                        | 2021 | WAP (feat. Megan Thee Stallion)                                       | Canzone straniera dell'anno                                       | Candidato/a     | [ 69 ]  |
| Global Awards                       | 2019 | Se stessa                                                             | Superstar dei social media                                        | Candidato/a     | [ 70 ]  |
| Global Awards                       | 2021 | Se stessa                                                             | Miglior hip hop o R&B                                             | Vincitore/trice | [ 71 ]  |
| Grammy Awards                       | 2018 | Bodak Yellow                                                          | Miglior interpretazione rap solista                               | Candidato/a     | [ 1 ]   |
| Grammy Awards                       | 2018 | Bodak Yellow                                                          | Miglior canzone rap                                               | Candidato/a     | [ 1 ]   |
| Grammy Awards                       | 2019 | Invasion of Privacy                                                   | Miglior album rap                                                 | Vincitore/trice | [ 72 ]  |
| Grammy Awards                       | 2019 | Invasion of Privacy                                                   | Album dell'anno                                                   | Candidato/a     | [ 72 ]  |
| Grammy Awards                       | 2019 | I Like It (con Bad Bunny e J Balvin)                                  | Registrazione dell'anno                                           | Candidato/a     | [ 72 ]  |
| Grammy Awards                       | 2019 | Be Careful                                                            | Miglior interpretazione rap solista                               | Candidato/a     | [ 72 ]  |
| Grammy Awards                       | 2019 | Girls like You (Maroon 5 feat. Cardi B)                               | Miglior interpretazione pop duo/gruppo                            | Candidato/a     | [ 72 ]  |
| Grammy Awards                       | 2020 | Clout (Offset feat. Cardi B)                                          | Miglior interpretazione rap                                       | Candidato/a     | [ 73 ]  |
| Grammy Awards                       | 2022 | Up                                                                    | Miglior interpretazione rap                                       | Candidato/a     | [ 74 ]  |
| HipHopDX Awards                     | 2017 | Se stessa                                                             | Comeup of the Year                                                | Vincitore/trice | [ 75 ]  |
| HipHopDX Awards                     | 2017 | Bodak Yellow                                                          | Canzone più calda dell'anno                                       | Vincitore/trice | [ 75 ]  |
| HipHopDX Awards                     | 2018 | Se stessa                                                             | Comeup of the Year                                                | Vincitore/trice | [ 76 ]  |
| HipHopDX Awards                     | 2019 | Rhythm + Flow (come giudice e produttrice esecutiva)                  | Miglior show televisivo dell'anno                                 | Vincitore/trice | [ 77 ]  |
| HipHopDX Awards                     | 2020 | WAP (feat. Megan Thee Stallion)                                       | Miglior videoclip hip hop dell'anno                               | Candidato/a     | [ 78 ]  |
| iHeartRadio Much Music Video Awards | 2018 | Se stessa                                                             | Artista dell'anno                                                 | Candidato/a     | [ 79 ]  |
| iHeartRadio Much Music Video Awards | 2018 | Se stessa                                                             | Miglior artista o gruppo hip hop                                  | Candidato/a     | [ 79 ]  |
| iHeartRadio Much Music Video Awards | 2018 | Se stessa                                                             | Miglior nuovo artista preferito                                   | Candidato/a     | [ 79 ]  |
| iHeartRadio Much Music Video Awards | 2018 | I Like It (con Bad Bunny e J Balvin)                                  | Canzone dell'estate                                               | Candidato/a     | [ 79 ]  |
| iHeartRadio Music Awards            | 2018 | Se stessa                                                             | Miglior nuovo artista                                             | Vincitore/trice | [ 80 ]  |
| iHeartRadio Music Awards            | 2018 | Se stessa                                                             | Miglior nuovo artista hip hop                                     | Vincitore/trice | [ 80 ]  |
| iHeartRadio Music Awards            | 2018 | Bodak Yellow                                                          | Canzone hip hop dell'anno                                         | Candidato/a     | [ 80 ]  |
| iHeartRadio Music Awards            | 2018 | Bodak Yellow                                                          | Miglior testo                                                     | Candidato/a     | [ 80 ]  |
| iHeartRadio Music Awards            | 2018 | Bodak Yellow                                                          | Miglior video musicale                                            | Candidato/a     | [ 80 ]  |
| iHeartRadio Music Awards            | 2019 | Se stessa                                                             | Artista femminile dell'anno                                       | Candidato/a     | [ 81 ]  |
| iHeartRadio Music Awards            | 2019 | Se stessa                                                             | Artista hip hop dell'anno                                         | Vincitore/trice | [ 81 ]  |
| iHeartRadio Music Awards            | 2019 | Girls like You (Maroon 5 feat. Cardi B)                               | Canzone dell'anno                                                 | Candidato/a     | [ 81 ]  |
| iHeartRadio Music Awards            | 2019 | Girls like You (Maroon 5 feat. Cardi B)                               | Miglior video musicale                                            | Candidato/a     | [ 81 ]  |
| iHeartRadio Music Awards            | 2019 | Girls like You (Maroon 5 feat. Cardi B)                               | Miglior testo                                                     | Candidato/a     | [ 81 ]  |
| iHeartRadio Music Awards            | 2019 | Girls like You (Maroon 5 feat. Cardi B)                               | Miglior collaborazione                                            | Candidato/a     | [ 81 ]  |
| iHeartRadio Music Awards            | 2019 | Finesse (Remix) (Bruno Mars feat. Cardi B)                            | Miglior collaborazione                                            | Vincitore/trice | [ 81 ]  |
| iHeartRadio Music Awards            | 2019 | Finesse (Remix) (Bruno Mars feat. Cardi B)                            | Canzone R&B dell'anno                                             | Candidato/a     | [ 81 ]  |
| iHeartRadio Music Awards            | 2019 | Finesse (Remix) (Bruno Mars feat. Cardi B)                            | Miglior video musicale                                            | Candidato/a     | [ 81 ]  |
| iHeartRadio Music Awards            | 2019 | I Like It (con Bad Bunny e J Balvin)                                  | Miglior video musicale                                            | Candidato/a     | [ 81 ]  |
| iHeartRadio Music Awards            | 2019 | I Like It (con Bad Bunny e J Balvin)                                  | Canzone hip hop dell'anno                                         | Candidato/a     | [ 81 ]  |
| iHeartRadio Music Awards            | 2019 | I Like It (con Bad Bunny e J Balvin)                                  | Miglior collaborazione                                            | Candidato/a     | [ 81 ]  |
| iHeartRadio Music Awards            | 2019 | Taki Taki (DJ Snake feat. Selena Gomez, Ozuna & Cardi B)              | Miglior video musicale                                            | Candidato/a     | [ 81 ]  |
| iHeartRadio Music Awards            | 2019 | BardiGang                                                             | Miglior fan army                                                  | Candidato/a     | [ 81 ]  |
| iHeartRadio Music Awards            | 2020 | Se stessa                                                             | Artista hip hop dell'anno                                         | Candidato/a     | [ 82 ]  |
| iHeartRadio Music Awards            | 2020 | Money                                                                 | Canzone hip hop dell'anno                                         | Candidato/a     | [ 82 ]  |
| iHeartRadio Music Awards            | 2020 | Taki Taki (DJ Snake feat. Selena Gomez, Ozuna & Cardi B)              | Canzone pop latina/urbana dell'anno                               | Candidato/a     | [ 82 ]  |
| iHeartRadio Music Awards            | 2020 | Thotiana (Remix) (Blueface feat. Cardi B & YG)                        | Miglior remix                                                     | Candidato/a     | [ 82 ]  |
| iHeartRadio Music Awards            | 2021 | WAP (feat. Megan Thee Stallion)                                       | Miglior video musicale                                            | Candidato/a     | [ 83 ]  |
| iHeartRadio Music Awards            | 2021 | WAP (feat. Megan Thee Stallion)                                       | TikTok Bop of the Year                                            | Candidato/a     | [ 83 ]  |
| iHeartRadio Music Awards            | 2022 | Up                                                                    | TikTok Bop of the Year                                            | Candidato/a     | [ 84 ]  |
| iHeartRadio Music Awards            | 2022 | Up                                                                    | Canzone hip hop dell'anno                                         | Candidato/a     | [ 84 ]  |
| iHeartRadio Titanium Award          | 2019 | Finesse (Remix) (Bruno Mars feat. Cardi B)                            | Canzoni vincitrici                                                | Vincitore/trice | [ 85 ]  |
| iHeartRadio Titanium Award          | 2019 | Girls like You (Maroon 5 feat. Cardi B)                               | Canzoni vincitrici                                                | Vincitore/trice | [ 85 ]  |
| iHeartRadio Titanium Award          | 2019 | I Like It (con Bad Bunny e J Balvin)                                  | Canzoni vincitrici                                                | Vincitore/trice | [ 85 ]  |
| Juno Awards                         | 2019 | Invasion of Privacy                                                   | Album internazionale dell'anno                                    | Candidato/a     | [ 86 ]  |
| Latin American Music Awards         | 2018 | Se stessa                                                             | Artista crossover preferito                                       | Candidato/a     | [ 87 ]  |
| Latin American Music Awards         | 2019 | Taki Taki (DJ Snake feat. Selena Gomez, Ozuna & Cardi B)              | Canzone dell'anno                                                 | Vincitore/trice | [ 88 ]  |
| Latin American Music Awards         | 2019 | Taki Taki (DJ Snake feat. Selena Gomez, Ozuna & Cardi B)              | Canzone preferita – urban                                         | Vincitore/trice | [ 88 ]  |
| Latin American Music Awards         | 2021 | Se stessa                                                             | Artista social dell'anno                                          | Vincitore/trice | [ 89 ]  |
| Latin Music Italian Awards          | 2017 | Se stessa                                                             | Miglior rivelazione latina dell'anno                              | Candidato/a     | [ 90 ]  |
| Latin Music Italian Awards          | 2017 | Bodak Yellow (Latin Trap Remix) (feat. Messiah)                       | Miglior canzone latina urbana dell'anno                           | Candidato/a     | [ 90 ]  |
| Latin Music Italian Awards          | 2018 | Se stessa                                                             | Miglior artista femminile latina dell'anno                        | Vincitore/trice | [ 91 ]  |
| Latin Music Italian Awards          | 2018 | Se stessa                                                             | Miglior look                                                      | Candidato/a     | [ 92 ]  |
| Latin Music Italian Awards          | 2018 | I Like It (con Bad Bunny e J Balvin)                                  | Miglior canzone latina dell'anno                                  | Candidato/a     | [ 92 ]  |
| Latin Music Italian Awards          | 2019 | Se stessa                                                             | Miglior look                                                      | Vincitore/trice | [ 93 ]  |
| Latin Music Italian Awards          | 2019 | Se stessa                                                             | Miglior artista latina mondiale                                   | Candidato/a     | [ 94 ]  |
| Latin Music Italian Awards          | 2020 | Se stessa                                                             | Miglior artista latina mondiale                                   | Vincitore/trice | [ 95 ]  |
| Latin Music Italian Awards          | 2020 | Me gusta (Anitta feat. Cardi B & Myke Towers)                         | Miglior canzone spanglish                                         | Vincitore/trice | [ 95 ]  |
| Latin Music Italian Awards          | 2020 | Me gusta (Anitta feat. Cardi B & Myke Towers)                         | Miglior video femminile latino                                    | Vincitore/trice | [ 95 ]  |
| Latin Music Italian Awards          | 2020 | Se stessa                                                             | Miglior look                                                      | Candidato/a     | [ 96 ]  |
| Premio Lo Nuestro                   | 2019 | Se stessa                                                             | Artista femminile urbana dell'anno                                | Candidato/a     | [ 97 ]  |
| Premio Lo Nuestro                   | 2019 | I Like It (con Bad Bunny e J Balvin)                                  | Collaborazione crossover dell'anno                                | Candidato/a     | [ 97 ]  |
| Premio Lo Nuestro                   | 2019 | Taki Taki (DJ Snake feat. Selena Gomez, Ozuna & Cardi B)              | Collaborazione crossover dell'anno                                | Vincitore/trice | [ 98 ]  |
| Premio Lo Nuestro                   | 2021 | Me gusta (Anitta feat. Cardi B & Myke Towers)                         | Collaborazione crossover dell'anno                                | Candidato/a     | [ 99 ]  |
| LOS40 Music Awards                  | 2019 | Taki Taki (DJ Snake feat. Selena Gomez, Ozuna & Cardi B)              | Los40 Show Globale                                                | Candidato/a     | [ 100 ] |
| Love & Hip Hop Awards               | 2019 | Se stessa                                                             | Most Quotable                                                     | Vincitore/trice | [ 101 ] |
| Love & Hip Hop Awards               | 2019 | Se stessa                                                             | Più virale                                                        | Vincitore/trice | [ 102 ] |
| MOBO Awards                         | 2017 | Se stessa                                                             | Miglior artista internazionale                                    | Candidato/a     | [ 103 ] |
| MTV Europe Music Awards             | 2018 | Se stessa                                                             | Miglior artista rivelazione                                       | Vincitore/trice | [ 104 ] |
| MTV Europe Music Awards             | 2018 | Se stessa                                                             | Miglior look                                                      | Candidato/a     | [ 105 ] |
| MTV Europe Music Awards             | 2018 | Se stessa                                                             | Miglior artista statunitense                                      | Candidato/a     | [ 105 ] |
| MTV Europe Music Awards             | 2019 | Se stessa                                                             | Miglior artista hip hop                                           | Candidato/a     | [ 106 ] |
| MTV Europe Music Awards             | 2020 | Se stessa                                                             | Miglior artista hip hop                                           | Vincitore/trice | [ 107 ] |
| MTV Europe Music Awards             | 2020 | Se stessa                                                             | Miglior artista statunitense                                      | Candidato/a     | [ 108 ] |
| MTV Europe Music Awards             | 2020 | WAP (feat. Megan Thee Stallion)                                       | Miglior video                                                     | Candidato/a     | [ 108 ] |
| MTV Europe Music Awards             | 2020 | WAP (feat. Megan Thee Stallion)                                       | Miglior collaborazione                                            | Candidato/a     | [ 108 ] |
| MTV Europe Music Awards             | 2021 | Wild Side (Normani feat. Cardi B)                                     | Miglior video                                                     | Candidato/a     | [ 109 ] |
| MTV Europe Music Awards             | 2021 | Se stessa                                                             | Miglior artista hip hop                                           | Candidato/a     | [ 109 ] |
| MTV Europe Music Awards             | 2023 | Se stessa                                                             | Miglior artista hip hop                                           | In attesa       | [ 110 ] |
| MTV Europe Music Awards             | 2023 | Bongos (feat. Megan Thee Stallion)                                    | Miglior video                                                     | In attesa       | [ 110 ] |
| MTV Millennial Awards               | 2018 | Finesse (Remix) (Bruno Mars feat. Cardi B)                            | Hit internazionale dell'anno                                      | Candidato/a     | [ 111 ] |
| MTV Millennial Awards               | 2019 | Taki Taki (DJ Snake feat. Selena Gomez, Ozuna & Cardi B)              | Miglior collaborazione dell'anno                                  | Vincitore/trice | [ 112 ] |
| MTV Millennial Awards               | 2019 | Cardi B vs Nicki Minaj                                                | Ridicolo dell'anno                                                | Vincitore/trice | [ 112 ] |
| MTV Millennial Awards               | 2019 | I Like It (con Bad Bunny e J Balvin)                                  | Hit globale                                                       | Candidato/a     | [ 113 ] |
| MTV Millennial Awards               | 2021 | Se stessa                                                             | Filósofo viral                                                    | Vincitore/trice | [ 114 ] |
| MTV Movie & TV Awards               | 2021 | Cardi Tries                                                           | Miglior nuova serie senza sceneggiatura                           | Candidato/a     | [ 115 ] |
| MTV Video Music Awards              | 2018 | Se stessa                                                             | Artista dell'anno                                                 | Candidato/a     | [ 116 ] |
| MTV Video Music Awards              | 2018 | Se stessa                                                             | Miglior artista esordiente                                        | Vincitore/trice | [ 116 ] |
| MTV Video Music Awards              | 2018 | Finesse (Remix) (Bruno Mars feat. Cardi B)                            | Video dell'anno                                                   | Candidato/a     | [ 116 ] |
| MTV Video Music Awards              | 2018 | Finesse (Remix) (Bruno Mars feat. Cardi B)                            | Canzone dell'anno                                                 | Candidato/a     | [ 116 ] |
| MTV Video Music Awards              | 2018 | Finesse (Remix) (Bruno Mars feat. Cardi B)                            | Miglior coreografia                                               | Candidato/a     | [ 116 ] |
| MTV Video Music Awards              | 2018 | Finesse (Remix) (Bruno Mars feat. Cardi B)                            | Miglior montaggio                                                 | Candidato/a     | [ 116 ] |
| MTV Video Music Awards              | 2018 | Finesse (Remix) (Bruno Mars feat. Cardi B)                            | Miglior collaborazione                                            | Candidato/a     | [ 116 ] |
| MTV Video Music Awards              | 2018 | Dinero (Jennifer Lopez feat. DJ Khaled & Cardi B)                     | Miglior collaborazione                                            | Vincitore/trice | [ 116 ] |
| MTV Video Music Awards              | 2018 | Dinero (Jennifer Lopez feat. DJ Khaled & Cardi B)                     | Miglior video latino                                              | Candidato/a     | [ 116 ] |
| MTV Video Music Awards              | 2018 | Bartier Cardi (feat. 21 Savage)                                       | Miglior video hip hop                                             | Candidato/a     | [ 116 ] |
| MTV Video Music Awards              | 2018 | I Like It (con Bad Bunny e J Balvin)                                  | Canzone dell'estate                                               | Vincitore/trice | [ 116 ] |
| MTV Video Music Awards              | 2018 | Girls like You (Maroon 5 feat. Cardi B)                               | Canzone dell'estate                                               | Candidato/a     | [ 116 ] |
| MTV Video Music Awards              | 2019 | Se stessa                                                             | Artista dell'anno                                                 | Candidato/a     | [ 117 ] |
| MTV Video Music Awards              | 2019 | Please Me (con Bruno Mars)                                            | Miglior video pop                                                 | Candidato/a     | [ 117 ] |
| MTV Video Music Awards              | 2019 | Money                                                                 | Miglior video hip hop                                             | Vincitore/trice | [ 117 ] |
| MTV Video Music Awards              | 2019 | Taki Taki (DJ Snake feat. Selena Gomez, Ozuna & Cardi B)              | Miglior video dance                                               | Candidato/a     | [ 117 ] |
| MTV Video Music Awards              | 2019 | Wish Wish (DJ Khaled feat. Cardi B & 21 Savage)                       | Miglior inno di potere                                            | Candidato/a     | [ 117 ] |
| MTV Video Music Awards              | 2020 | WAP (feat. Megan Thee Stallion)                                       | Canzone dell'estate                                               | Candidato/a     | [ 118 ] |
| MTV Video Music Awards              | 2021 | WAP (feat. Megan Thee Stallion)                                       | Video dell'anno                                                   | Candidato/a     | [ 119 ] |
| MTV Video Music Awards              | 2021 | WAP (feat. Megan Thee Stallion)                                       | Canzone dell'anno                                                 | Candidato/a     | [ 119 ] |
| MTV Video Music Awards              | 2021 | WAP (feat. Megan Thee Stallion)                                       | Miglior collaborazione                                            | Candidato/a     | [ 119 ] |
| MTV Video Music Awards              | 2021 | WAP (feat. Megan Thee Stallion)                                       | Miglior video hip hop                                             | Candidato/a     | [ 119 ] |
| MTV Video Music Awards              | 2021 | Rumors (Lizzo feat. Cardi B)                                          | Canzone dell'estate                                               | Candidato/a     | [ 119 ] |
| MTV Video Music Awards              | 2021 | Wild Side (Normani feat. Cardi B)                                     | Canzone dell'estate                                               | Candidato/a     | [ 119 ] |
| MTV Video Music Awards              | 2022 | Wild Side (Normani feat. Cardi B)                                     | Miglior video R&B                                                 | Candidato/a     | [ 120 ] |
| MTV Video Music Awards              | 2022 | Wild Side (Normani feat. Cardi B)                                     | Miglior fotografia                                                | Candidato/a     | [ 120 ] |
| MTV Video Music Awards              | 2022 | Wild Side (Normani feat. Cardi B)                                     | Miglior coreografia                                               | Candidato/a     | [ 120 ] |
| MTV Video Music Awards              | 2022 | No Love (Extended Version) (con Summer Walker e SZA)                  | Miglior video R&B                                                 | Candidato/a     | [ 120 ] |
| MTV Video Music Awards              | 2023 | Tomorrow 2 (con GloRilla)                                             | Miglior video hip hop                                             | Candidato/a     | [ 121 ] |
| MTV Video Play Awards               | 2018 | Finesse (Remix) (Bruno Mars feat. Cardi B)                            | Video vincitori                                                   | Vincitore/trice | [ 122 ] |
| MTV Video Play Awards               | 2018 | Girls like You (Maroon 5 feat. Cardi B)                               | Video vincitori                                                   | Vincitore/trice | [ 122 ] |
| Myx Music Awards                    | 2019 | Girls like You (Maroon 5 feat. Cardi B)                               | Video internazionale preferito                                    | Candidato/a     | [ 123 ] |
| NAACP Image Awards                  | 2019 | Finesse (Remix) (Bruno Mars feat. Cardi B)                            | Miglior duo, gruppo o collaborazione                              | Candidato/a     | [ 124 ] |
| NAACP Image Awards                  | 2019 | Finesse (Remix) (Bruno Mars feat. Cardi B)                            | Miglior video musicale                                            | Candidato/a     | [ 124 ] |
| NAACP Image Awards                  | 2019 | Finesse (Remix) (Bruno Mars feat. Cardi B)                            | Miglior canzone contemporanea                                     | Candidato/a     | [ 124 ] |
| NAACP Image Awards                  | 2020 | Rhythm + Flow (come giudice e produttrice esecutiva)                  | Miglior reality, competition o game show                          | Vincitore/trice | [ 125 ] |
| National Film & TV Awards           | 2019 | Rhythm + Flow (come giudice e produttrice esecutiva)                  | Miglior esibizione in un film                                     | Candidato/a     | [ 126 ] |
| NET Honours Class                   | 2020 | Se stessa                                                             | Celebrità femminile straniera più popolare                        | Candidato/a     | [ 127 ] |
| Nickelodeon Kids' Choice Awards     | 2018 | Se stessa                                                             | Artista rivelazione preferito                                     | Candidato/a     | [ 128 ] |
| Nickelodeon Kids' Choice Awards     | 2019 | Se stessa                                                             | Artista rivelazione preferito                                     | Candidato/a     | [ 129 ] |
| Nickelodeon Kids' Choice Awards     | 2019 | Se stessa                                                             | Artista femminile preferita                                       | Candidato/a     | [ 129 ] |
| Nickelodeon Kids' Choice Awards     | 2019 | Girls like You (Maroon 5 feat. Cardi B)                               | Collaborazione preferita                                          | Candidato/a     | [ 129 ] |
| Nickelodeon Kids' Choice Awards     | 2019 | I Like It (con Bad Bunny e J Balvin)                                  | Collaborazione preferita                                          | Candidato/a     | [ 129 ] |
| Nickelodeon Kids' Choice Awards     | 2022 | Se stessa                                                             | Artista femminile preferita                                       | Candidato/a     | [ 130 ] |
| Nickelodeon Kids' Choice Awards     | 2022 | Rumors (Lizzo feat. Cardi B)                                          | Collaborazione preferita                                          | Candidato/a     | [ 130 ] |
| Nickelodeon Kids' Choice Awards     | 2022 | Up                                                                    | Canzone preferita                                                 | Candidato/a     | [ 130 ] |
| Nickelodeon Kids' Choice Awards     | 2023 | Se stessa                                                             | Artista femminile preferita                                       | Candidato/a     | [ 131 ] |
| NME Awards                          | 2020 | Se stessa                                                             | Miglior headliner in un festival                                  | Candidato/a     | [ 132 ] |
| NRJ DJ Awards                       | 2019 | Taki Taki (DJ Snake feat. Selena Gomez, Ozuna & Cardi B)              | Hit da club dell'anno                                             | Candidato/a     | [ 133 ] |
| NRJ Music Awards                    | 2018 | Se stessa                                                             | Artista rivelazione preferito                                     | Candidato/a     | [ 134 ] |
| NRJ Music Awards                    | 2018 | Girls like You (Maroon 5 feat. Cardi B)                               | Video dell'anno                                                   | Candidato/a     | [ 134 ] |
| NRJ Music Awards                    | 2018 | Girls like You (Maroon 5 feat. Cardi B)                               | Canzone internazionale dell'anno                                  | Vincitore/trice | [ 134 ] |
| People en Español                   | 2018 | Se stessa                                                             | Star dell'anno                                                    | Vincitore/trice | [ 135 ] |
| Play - Prémios da música portuguesa | 2019 | Se stessa                                                             | Miglior artista internazionale                                    | Candidato/a     | [ 136 ] |
| Premios Juventud                    | 2019 | Se stessa                                                             | Miglior artista rivelazione di reality show                       | Vincitore/trice | [ 137 ] |
| Premios Juventud                    | 2019 | Se stessa                                                             | Amante delle scarpe                                               | Vincitore/trice | [ 137 ] |
| Premios Juventud                    | 2019 | Taki Taki (DJ Snake feat. Selena Gomez, Ozuna & Cardi B)              | Questo è un dietro le quinte                                      | Vincitore/trice | [ 137 ] |
| Premios Juventud                    | 2020 | Se stessa                                                             | Scroll Stopper                                                    | Candidato/a     | [ 138 ] |
| Premios Juventud                    | 2020 | Se stessa                                                             | Miglior manicure                                                  | Candidato/a     | [ 138 ] |
| Premios Juventud                    | 2021 | Me gusta (Anitta feat. Cardi B & Myke Towers)                         | Colaboración OMG                                                  | Candidato/a     | [ 139 ] |
| Premios Juventud                    | 2023 | Despechá RMX (con Rosalía)                                            | Colaboración OMG                                                  | Vincitore/trice | [ 140 ] |
| Premios Juventud                    | 2023 | Despechá RMX (con Rosalía)                                            | Girl Power                                                        | Candidato/a     | [ 140 ] |
| Prêmio F5                           | 2020 | Me gusta (Anitta feat. Cardi B & Myke Towers)                         | Hit dell'anno                                                     | Vincitore/trice | [ 141 ] |
| Prêmio Jovem Brasileiro             | 2019 | Taki Taki (DJ Snake feat. Selena Gomez, Ozuna & Cardi B)              | Mi piace                                                          | Candidato/a     | [ 142 ] |
| Prêmio TodaTeen                     | 2020 | Me gusta (Anitta feat. Cardi B & Myke Towers)                         | Feat dell'anno                                                    | Candidato/a     | [ 143 ] |
| Prêmio TodaTeen                     | 2020 | Cardi B che grida Coronavirus                                         | Meme dell'anno                                                    | Vincitore/trice | [ 144 ] |
| Prêmios MTV MIAW                    | 2018 | Finesse (Remix) (Bruno Mars feat. Cardi B)                            | Hit internazionale                                                | Candidato/a     | [ 145 ] |
| Prêmios MTV MIAW                    | 2019 | I Like It (con Bad Bunny e J Balvin)                                  | Hit globale                                                       | Candidato/a     | [ 146 ] |
| Prêmios MTV MIAW                    | 2019 | Taki Taki (DJ Snake feat. Selena Gomez, Ozuna & Cardi B)              | Hit globale                                                       | Candidato/a     | [ 146 ] |
| Prêmios MTV MIAW                    | 2020 | Cardi B che grida Coronavirus                                         | Meme della quarantena                                             | Candidato/a     | [ 147 ] |
| RTHK International Pop Poll Awards  | 2019 | Girls like You (Maroon 5 feat. Cardi B)                               | Top ten delle canzoni internazionali d'oro                        | Vincitore/trice | [ 148 ] |
| Shorty Awards                       | 2018 | Se stessa                                                             | Meglio della musica                                               | Vincitore/trice | [ 149 ] |
| Shorty Awards                       | 2019 | «Okurrrrr»                                                            | Miglior gif                                                       | Candidato/a     | [ 150 ] |
| Soberano Awards                     | 2019 | Se stessa                                                             | Miglior artista o gruppo all'estero                               | Candidato/a     | [ 151 ] |
| Soul Train Music Awards             | 2017 | Bodak Yellow                                                          | Miglior canzone hip hop dell'anno                                 | Vincitore/trice | [ 152 ] |
| Soul Train Music Awards             | 2018 | I Like It (con Bad Bunny e J Balvin)                                  | Miglior canzone hip hop dell'anno                                 | Candidato/a     | [ 153 ] |
| Soul Train Music Awards             | 2018 | Finesse (Remix) (Bruno Mars feat. Cardi B)                            | Canzone dell'anno                                                 | Candidato/a     | [ 153 ] |
| Soul Train Music Awards             | 2018 | Finesse (Remix) (Bruno Mars feat. Cardi B)                            | Video dell'anno                                                   | Vincitore/trice | [ 153 ] |
| Soul Train Music Awards             | 2018 | Finesse (Remix) (Bruno Mars feat. Cardi B)                            | The Ashford and Simpson Songwriter's Award                        | Candidato/a     | [ 153 ] |
| Soul Train Music Awards             | 2018 | Finesse (Remix) (Bruno Mars feat. Cardi B)                            | Miglior esibizione dance                                          | Candidato/a     | [ 153 ] |
| Soul Train Music Awards             | 2018 | Finesse (Remix) (Bruno Mars feat. Cardi B)                            | Miglior esibizione collaborativa                                  | Candidato/a     | [ 153 ] |
| Soul Train Music Awards             | 2019 | Please Me (con Bruno Mars)                                            | Miglior esibizione collaborativa                                  | Candidato/a     | [ 154 ] |
| Soul Train Music Awards             | 2019 | Money                                                                 | Miglior canzone hip hop dell'anno                                 | Vincitore/trice | [ 154 ] |
| Soul Train Music Awards             | 2020 | WAP (feat. Megan Thee Stallion)                                       | Miglior canzone hip hop dell'anno                                 | Candidato/a     | [ 155 ] |
| Soul Train Music Awards             | 2021 | Wild Side (Normani feat. Cardi B)                                     | Video dell'anno                                                   | Candidato/a     | [ 156 ] |
| Soul Train Music Awards             | 2021 | Rumors (Lizzo feat. Cardi B)                                          | Miglior esibizione dance                                          | Candidato/a     | [ 156 ] |
| Soul Train Music Awards             | 2021 | Wild Side (Normani feat. Cardi B)                                     | Miglior esibizione dance                                          | Vincitore/trice | [ 157 ] |
| Swisher Sweets Awards               | 2019 | Se stessa                                                             | Premio scintilla                                                  | Vincitore/trice | [ 158 ] |
| Teen Choice Awardss                 | 2018 | Se stessa                                                             | Miglior artista R&B/hip hop                                       | Vincitore/trice | [ 159 ] |
| Teen Choice Awardss                 | 2018 | Se stessa                                                             | Miglior artista femminile                                         | Candidato/a     | [ 159 ] |
| Teen Choice Awardss                 | 2018 | Se stessa                                                             | Miglior artista femminile dell'estate                             | Candidato/a     | [ 159 ] |
| Teen Choice Awardss                 | 2018 | Finesse (Remix) (Bruno Mars feat. Cardi B)                            | Miglior collaborazione                                            | Candidato/a     | [ 159 ] |
| Teen Choice Awardss                 | 2018 | Finesse (Remix) (Bruno Mars feat. Cardi B)                            | Miglior canzone R&B/hip hop                                       | Candidato/a     | [ 159 ] |
| Teen Choice Awardss                 | 2018 | Dinero (Jennifer Lopez feat. DJ Khaled & Cardi B)                     | Miglior canzone latina                                            | Candidato/a     | [ 159 ] |
| Teen Choice Awardss                 | 2018 | Girls like You (Maroon 5 feat. Cardi B)                               | Miglior canzone dell'estate                                       | Candidato/a     | [ 159 ] |
| Teen Choice Awardss                 | 2019 | Se stessa                                                             | Miglior artista R&B/hip hop                                       | Vincitore/trice | [ 160 ] |
| Teen Choice Awardss                 | 2019 | Se stessa                                                             | Miglior artista femminile                                         | Candidato/a     | [ 160 ] |
| The Lockdown Awards                 | 2020 | Se stessa                                                             | Musicista che non suona musica preferita                          | Vincitore/trice | [ 161 ] |
| Tu Música Urban Awards              | 2019 | Se stessa                                                             | Artista femminile straniera                                       | Candidato/a     | [ 162 ] |
| Tu Música Urban Awards              | 2019 | I Like It (con Bad Bunny e J Balvin)                                  | Canzone straniera                                                 | Candidato/a     | [ 162 ] |
| Tu Música Urban Awards              | 2019 | I Like It (con Bad Bunny e J Balvin)                                  | Video straniero                                                   | Candidato/a     | [ 162 ] |
| Tu Música Urban Awards              | 2019 | Taki Taki (DJ Snake feat. Selena Gomez, Ozuna & Cardi B)              | Canzone pop urbana                                                | Candidato/a     | [ 162 ] |
| UK Music Video Awards               | 2021 | Wild Side (Normani feat. Cardi B)                                     | Miglior video R&B/soul internazionale                             | Vincitore/trice | [ 163 ] |
| Urban Music Awards                  | 2017 | Se stessa                                                             | Artista statunitense dell'anno                                    | Candidato/a     | [ 164 ] |
| Urban Music Awards                  | 2017 | Se stessa                                                             | Miglior artista femminile                                         | Candidato/a     | [ 164 ] |
| Urban Music Awards                  | 2018 | Se stessa                                                             | Artista statunitense dell'anno                                    | Candidato/a     | [ 165 ] |
| Urban Music Awards                  | 2018 | Se stessa                                                             | Miglior artista internazionale del 2018                           | Candidato/a     | [ 165 ] |
| Urban Music Awards                  | 2021 | Up                                                                    | Artista statunitense dell'anno                                    | Candidato/a     | [ 166 ] |
| Urban Music Awards                  | 2021 | Up                                                                    | Miglior artista hip hop                                           | Candidato/a     | [ 166 ] |
| Women's Music Events Awards         | 2020 | Me gusta (Anitta feat. Cardi B & Myke Towers)                         | Canzone mainstream                                                | Candidato/a     | [ 167 ] |
| WOWIE Awards                        | 2018 | Se stessa e Nicki Minaj                                               | Il siparietto comico della stagione                               | Vincitore/trice | [ 168 ] |
| WOWIE Awards                        | 2020 | WAP (feat. Megan Thee Stallion)                                       | Miglior canzone collaborazione                                    | Candidato/a     | [ 169 ] |
| ZD Awards                           | 2018 | Se stessa                                                             | Miglior artista straniero                                         | Candidato/a     | [ 170 ] |

## Altri riconoscimenti
| Pubblicazione        | Anno | Detentore           | Primato | Note    |
| -------------------- | ---- | ------------------- | --- | ------- |
| Guinness dei primati | 2019 | Se stessa           | Maggior numero di entrate in contemporanea nella Billboard Hot 100 per un'artista femminile                                | [ 171 ] |
| Guinness dei primati | 2019 | Se stessa           | Maggior numero di entrate in contemporanea nella top ten della Hot R&B/Hip-Hop Songs statunitense per un'artista femminile | [ 171 ] |
| Guinness dei primati | 2019 | Invasion of Privacy | Album femminile più riprodotto in una settimana su Apple Music                                                             | [ 171 ] |
| Guinness dei primati | 2020 | Se stessa           | Maggior numero di singoli numero uno per una rapper femminile                                                              | [ 172 ] |
| Guinness dei primati | 2020 | Se stessa           | Prima rapper femminile solista a vincere Miglior album rap ai Grammy Awards                                                | [ 172 ] |
| Guinness dei primati | 2022 | Se stessa           | Maggior numero di singoli certificati diamante dalla RIAA per un'artista femminile                                         | [ 173 ] |